# Sixten Jernberg
Edy Sixten Jernberg, född 6 februari 1929 i Lima i Kopparbergs län, död 14 juli 2012 i Mora, var en svensk längdskidåkare. Han tog sammanlagt nio medaljer, varav fyra guld, vid olympiska vinterspel. Detta, tillsammans med hans insatser i VM som gav sex ytterligare medaljer samt två segrar i Vasaloppet, gör att han räknas som en av Sveriges främsta idrottsmän genom tiderna.

## Biografi
Sixten Jernberg föddes i Lima 1929 och växte upp under fattiga förhållanden i en barnaskara på nio. Han fick sju års skolgång och började därefter arbeta i en smedja. Snart skulle han dock istället söka sig till arbete i skogen. Han slog igenom som 20-åring då han 1949 vann Dalarnas junior-DM.
Sixten Jernbergs första medalj i ett internationellt mästerskap kom vid VM i Falun 1954, då han deltog i det svenska stafettlaget som tog brons. Vid OS i Cortina 1956 kom det riktigt stora genombrottet med fyra medaljer varav det på 50 kilometer var av ädlaste valör. Detta ledde också till att han samma år tilldelades Svenska Dagbladets guldmedalj delat med femkamparen Lars Hall.
Jernberg segrade i Vasaloppet 1955 och 1960.
Karriären avslutades 1964 med bland annat två OS-guld. Sixten Jernberg hade därmed tagit 15 OS- och VM-medaljer, vilket gör honom till Sveriges främsta skidåkare genom tiderna.
I SM-sammanhang var han sammanlagt inblandad i 32 guld. Han blev svensk mästare på 15 kilometer 1955–1961, på 30 kilometer 1957, 1960 och 1961 samt på 50 kilometer 1955–1957 och 1960 och 1961. Han ingick i Lima IF:s svenska mästarlag i stafett 1956, 1957, 1959, 1960 och 1964.
Efter idrottskarriären var Jernberg bland annat engagerad i lokalpolitiken som representant för Folkpartiet under en treårsperiod. Han gick även med i ett missnöjesparti, Svenska FN-partiet som startades 1974 av företagaren Lars Matz i Leksand.  Detta parti fick dock inte några framgångar och avvecklades så småningom.
Tillsammans med hustrun Kerstin var han verksam som entreprenör och drev en egen frilufts- och stugby. Redan 1960 kom han ut med självbiografin I vilda spår. Han hedrades 1974 av Postverket med ett eget frimärke.
Sixten Jernberg var hela livet bosatt i Lima i Malungs kommun och aktiv medlem i Lima IF. Han skidade fram till 79 års ålder innan sjukdomar och krämpor satte stopp för fysiska aktiviteter. Jernberg gifte sig 1956 med Kerstin Jernberg (född 1930) i Lima kyrka och tillsammans fick de tre barn. År 2012 avled han på Mora lasarett av en stroke efter en längre tids sjukdom.
Kort tid före sin bortgång bildade Jernberg Sixten Jernbergs stiftelse, som bland annat delar ut ett stipendium i Jernbergs namn.

## Självbiografi
- Jernberg, Sixten (1960). I vilda spår. Bonniers folkbibliotek. Stockholm: Bonnier. Libris 1527095

## Utmärkelser och förtroendeuppdrag
- Jernberg erhöll Svenska Dagbladets guldmedalj 1956, för "guld och två silver i OS i Cortina".[12]
- Holmenkollenmedaljen, 1960[13]
- Av IOK tilldelades Jernberg 1965 Taher Pasha Trophy,[14] för hans bidrag till nordisk skidsport.
- Inför OS 1972 i Sapporo blev Jernberg vintern 1969–1970 inbjuden av den ansvariga arrangören ur Japans självförsvarsstyrkor. Han inbjöds att på plats föreslå lämpliga sträckningar och kringarrangemang för skidskyttebanan.[15]
- 5 mars 2011 avtäcktes en bronsstaty vid Limedsforsen föreställande Jernberg när han vinner VM-guld i Lahtis 1958.[16] Detta ansåg han själv vara det finaste ögonblicket i hans skidkarriär.
- 2012 sattes första spadtaget till ett Sixten Jernbergmuseum i Limedsforsen. Det invigdes ett år senare.[17]
- Den 18 december 2012 sände SVT en dokumentär gjord av Jens Lind om Sixten Jernbergs liv och karriär. Programmet sågs av över 1 miljon tittare.[18]

## Meriter

### Olympiska spelen
| Tävling                | 15 km  | 30 km     | 50 km     | 4 x 10 km stafett |
| ---------------------- | ------ | --------- | --------- | ----------------- |
| 1956 Cortina d'Ampezzo | Silver | Silver    | Guld      | Brons             |
| 1960 Squaw Valley      | Silver | Guld      | 5:e plats | 4:e plats         |
| 1964 Innsbruck         | Brons  | 5:e plats | Guld      | Guld              |